# Patrik Siegl
Patrik Siegl (* 26. února 1976, Šternberk) je bývalý profesionální český fotbalový záložník a obránce, který hrál i na postu útočníka. Tento univerzální hráč byl rovněž mládežnickým reprezentantem.

## Hráčská kariéra
V mládežnických kategoriích hrál za TJ Uničovské strojítny Uničov a FC Vítkovice, ligu začal hrát ve Vítkovicích, po vojně ve VTJ Znojmo působil pět a půl roku v Brně a další tři roky v Sigmě Olomouc. Jaro 2004 strávil ve 2. německou Bundesligu za SSV Jahn Regensburg. Od roku 2004 do roku 2008 hrál opět za Brno. V letech 2008–2010 hrál nejvyšší soutěž v Rakousku za Kapfenberger SV. Od roku 2010 do podzimu 2011 hrál za FK Fotbal Třinec, jaro 2012 strávil na hostování v FC IRP Český Těšín. Od podzimu 2012 působí v nižších rakouských soutěžích.
Celkem v nejvyšší soutěži v Česku a v Rakousku odehrál 420 utkání a dal 44 gólů. V Poháru UEFA nastoupil za Brno a Olomouc šestkrát a dal 1 gól, v Intertoto Cupu hrál devětkrát za Brno a dal 2 góly. V sezóně 1999–2000 byl nejlepším prvoligovým střelcem Brna.

### Reprezentační kariéra
Za českou reprezentaci do 18 let nastoupil dvakrát, za reprezentaci do 21 let devětkrát (3 góly).

### Prvoligová bilance
| Ročník              | Zápasy | Góly | Minuty | Klub                  |
| ------------------- | ------ | ---- | ------ | --------------------- |
| I. liga 1992/93     | 2      | 0    | 71     | SSK Vítkovice         |
| I. liga 1993/94     | 2      | 0    | 96     | FC Kovkor Vítkovice   |
| I. liga 1995/96     | 28     | 1    | 1 270  | FC Boby Brno          |
| I. liga 1996/97     | 29     | 3    | 2 106  | FC Boby Brno          |
| I. liga 1997/98     | 26     | 3    | 1 639  | FC Boby Brno          |
| I. liga 1998/99     | 29     | 2    | 2 391  | FC Boby Brno          |
| I. liga 1999/00     | 30     | 9    | 2 650  | FC Stavo Artikel Brno |
| I. liga 2000/01     | 15     | 2    | 1 328  | FC Stavo Artikel Brno |
| I. liga 2000/01     | 15     | 2    | 1 202  | SK Sigma Olomouc      |
| I. liga 2001/02     | 27     | 5    | 2 279  | SK Sigma Olomouc      |
| I. liga 2002/03     | 28     | 4    | 2 201  | SK Sigma Olomouc      |
| I. liga 2003/04     | 11     | 2    | 482    | SK Sigma Olomouc      |
| I. liga 2004/05     | 24     | 1    | 2 049  | 1. FC Brno            |
| I. liga 2005/06     | 27     | 2    | 2 166  | 1. FC Brno            |
| I. liga 2006/07     | 30     | 0    | 2 700  | 1. FC Brno            |
| I. liga 2007/08     | 29     | 0    | 2 607  | 1. FC Brno            |
| I. liga 2008/09     | 35     | 6    | 2 641  | Kapfenberger SV       |
| I. liga 2009/10     | 33     | 2    | 2 298  | Kapfenberger SV       |
| CELKEM I. ČS LIGA   | 2      | 0    | 71     |                       |
| CELKEM I. LIGA ČR   | 350    | 36   | 27 166 |                       |
| CELKEM I. RAK. LIGA | 68     | 8    | 4 939  |                       |
| CELKEM I. LIGY      | 420    | 44   | 32 105 |                       |

### Druholigová bilance
Druhou ligu hrál poprvé na jaře 1995 na hostování v Bohumíně, aniž by skóroval. 8 startů a první 3 vstřelené branky zaznamenal za B-mužstvo Sigmy Olomouc (2001/02: 2 starty/0 branek, 2002/03: 1/0, 2003/04: 5/3), na jaře 2004 hrál 2. německou Bundesligu (10/0) a 2 góly ve dvou startech si připsal i za brněnské B-mužstvo (2004/05: 1/2, 2005/06: 1/0). Posledním druholigovým angažmá Patrika Siegla bylo mužstvo Třince, kde zasáhl do 29 zápasů a vstřelil 1 branku (2010/11: 18/0, 2011/12: 11/1).

### Nižší soutěže
Ve třetí nejvyšší soutěži (MSFL) dal celkem 10 branek (1 za Uničov, 6 za Znojmo a 3 za Boby Brno „B“). Třetí ligu hrál také v Rakousku.

### Zajímavosti
- 267 prvoligových startů za Zbrojovku Brno jej řadí na 5. místo v klubové historii po Křivánkovi (317), Václavíčkovi st. (289), Kroupovi st. (277) a Kotáskovi (270).